# Kus-Britatjärnen
Kus-Britatjärnen är en sjö i Malung-Sälens kommun i Dalarna och ingår i Dalälvens huvudavrinningsområde.